# Клодоалдо
Клодоалдо Таварес де Сантана (порт. Clodoaldo Tavares de Santana; Аракажу, 25. септембар 1949), познатији као Клодоалдо, бивши је бразилски фудбалер.

## Биографија
Најчешће је играо на позицији дефанзивног везног играча. У каријери је наступао за бразилски Сантос, провео је 13 година играјући за тај тим. За репрезентацију Бразила је играо између 1969. и 1974, забележио је 38 наступа и постигао један гол.
Био је део репрезентације Бразила која је освојила Светско првенство 1970. године у Мексику, постигао је изједначујући гол у полуфиналу против Уругваја. Потом је извео незаборавну фудбалску бравуру на својој половини терена када је предриблао четворицу противничких играча и допринео чувеном голу Карлоса Алберта Тореса против Италије у финалу.
До краја каријере, играо је још за неколико клубова као што су: Њујорк јунајтед (1980), Тампа беј роудиз (1980) и Насионал Манаус (1981).

## Успеси

### Клуб
Сантос
- Лига Паулиста (државно првенство Сао Паола): 1967, 1968, 1969, 1973, 1978.
- Серија А Бразила: 1968.

### Репрезентација
Бразил
- Светско првенство: 1970. Мексико.
- Рока куп: 1971.